# Sambenito

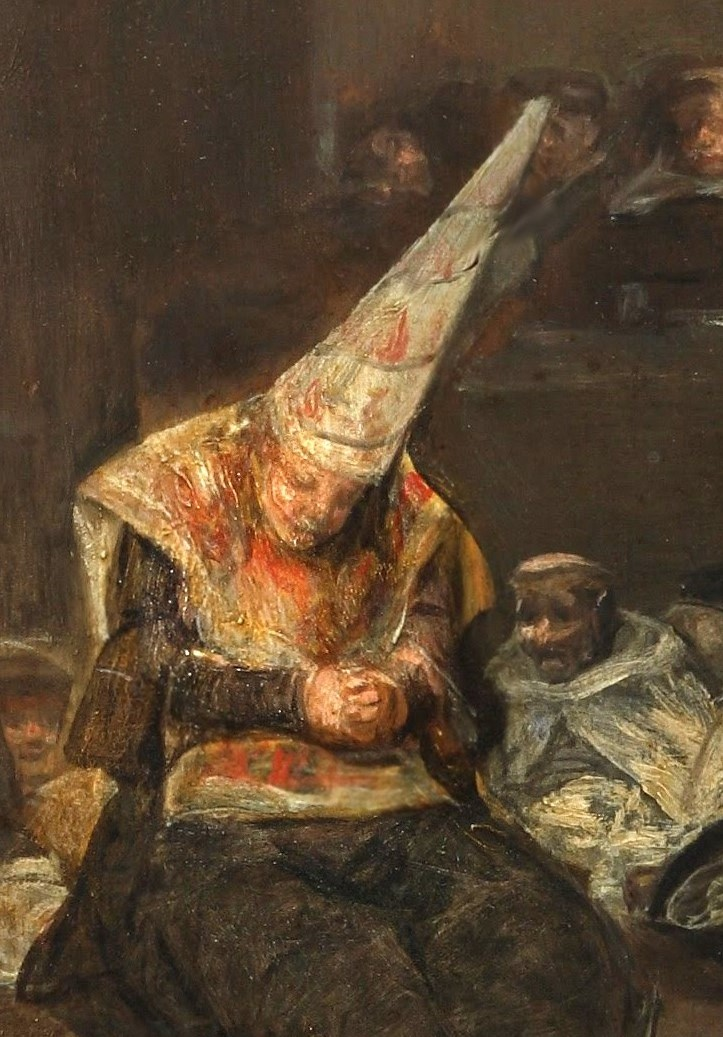
Un dipinto di Goya che raffigura un condannato dall'Inquisizione spagnola con un sambenito e una coroza, il cappello a punta indossato dai condannati, durante un autodafé.

Il sambenito (in spagnolo e portoghese sambenito) era un vestito usato in origine dai penitenti cristiani per mostrare pubblicamente il loro pentimento. Fu impiegato in seguito dall'Inquisizione spagnola per umiliare i condannati per delitti religiosi.